# Gonolobus stapelioides
Gonolobus stapelioides är en oleanderväxtart som beskrevs av Nicaise Auguste Desvaux. Gonolobus stapelioides ingår i släktet Gonolobus och familjen oleanderväxter. Inga underarter finns listade i Catalogue of Life.